# 葛達渾
葛達渾，滿洲人，清朝政治人物、清朝戶部尚書。
曾任前吏部左侍郎。順治七年十二月乙巳，接替覺羅巴哈納，擔任清朝戶部尚書，后改左都御史。由雅賴接任。